# Il dominatore del Texas
Il dominatore del Texas (Gunsmoke) è un film del 1953 diretto da Nathan Juran.
È un film western statunitense con Audie Murphy, Susan Cabot e Paul Kelly, basato sul romanzo Roughshod di Norman A. Fox, pubblicato nel 1951.

## Trama
Reb Kittridge, un pistolero vagante mercenario, viene assoldato per uccidere Dan Saxon, un allevatore. Reb si innamora però di Rita, la figlia del proprietario del ranch, e si mette contro gli stessi uomini che lo hanno assoldato.

## Produzione
Il film, diretto da Nathan Juran su una sceneggiatura di D.D. Beauchamp con il soggetto di Norman A. Fox (autore del romanzo Roughshod), fu prodotto da Aaron Rosenberg per la Universal International Pictures e girato nella Big Bear Valley in California.

## Distribuzione
Il film fu distribuito con il titolo Gunsmoke negli Stati Uniti dal marzo del 1953 al cinema dalla Universal Pictures.
Alcune delle uscite internazionali sono state:
- in Svezia il 20 agosto 1953 (Montana Kid)
- in Francia il 25 dicembre 1953 (Le tueur du Montana)
- in Italia il 5 marzo 1954
- in Finlandia l'11 giugno 1954 (Pistoolimiehet)
- nelle Filippine il 2 settembre 1954
- in Austria il 3 dicembre 1954 (Mündungsfeuer)
- in Germania Ovest il 3 dicembre 1954 (Mündungsfeuer)
- ad Hong Kong il 13 gennaio 1955
- in Portogallo il 4 aprile 1955 (Barreiras de Fogo)
- in Brasile (A Morte Tem Seu Preço)
- in Cile (A sangre y fuego)
- in Jugoslavia (Dim revolvera)
- in Belgio (Le tueur est en ville)
- in Grecia (O keravnos tis ekdikiseos)
- in Italia (Il dominatore del Texas)

## Promozione
La tagline è: "Hired Gunslinger In A Lawless Land!".

## Critica
Secondo il Morandini il film è un "western decoroso dalla struttura tradizionale e dal passo assorto". Secondo Leonard Maltin il film è un "compatto western".